# Casa do Adro (Loures)

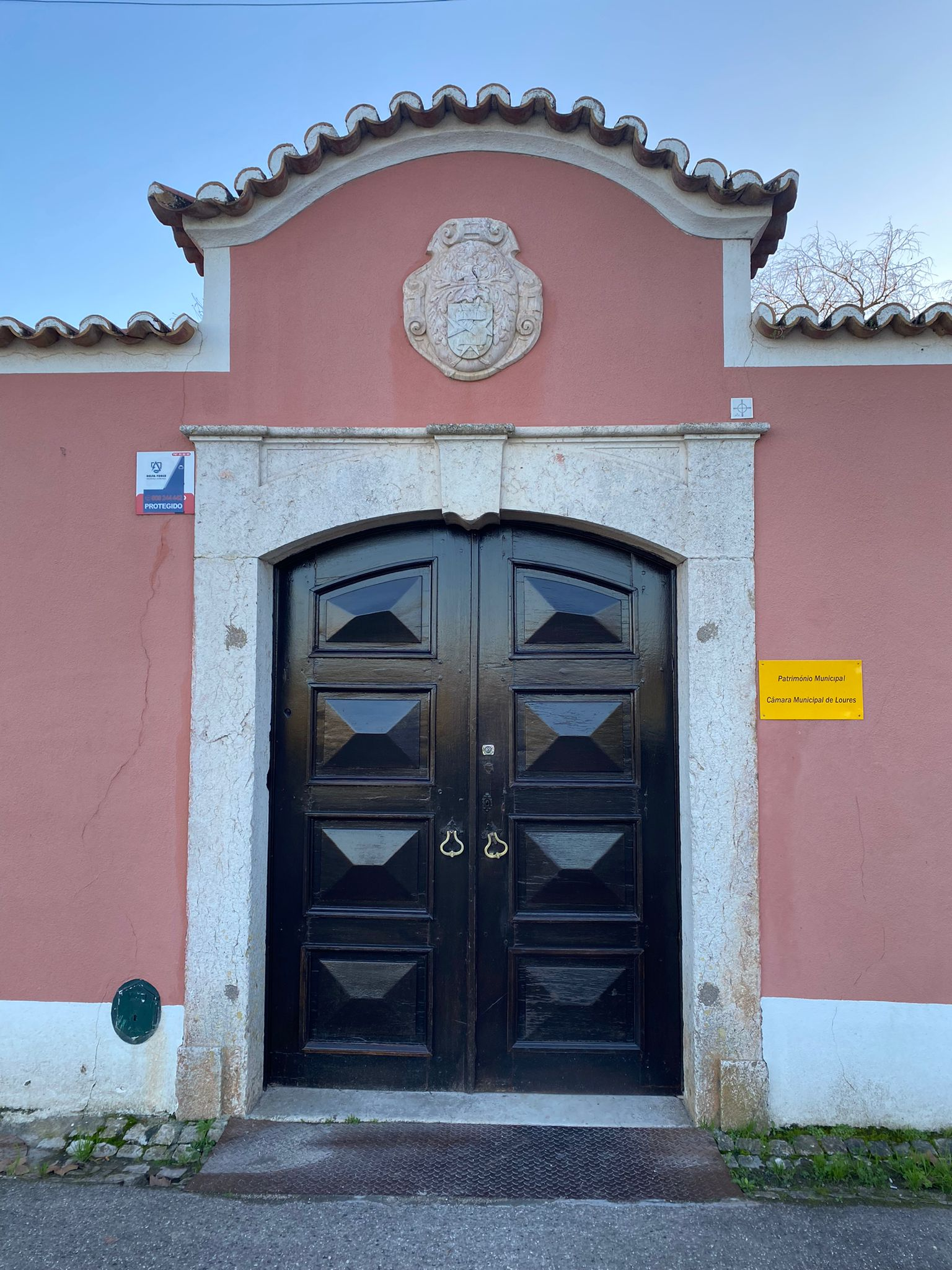
Entrada principal da Casa do Adro

A Casa do Adro, também titulada de Quinta da Igreja, é uma residência seiscentista localizada ao lado da Igreja de Santa Maria na Rua Padre António Vieira em Loures. O edifício é destacado de outros pelo seu valor arquitetónico e história, sendo considerado um monumento de interesse municipal. Atualmente é propriedade do Município de Loures onde estão instalados os serviços de Cultura, Desporto e Juventude e de Educação. 

## História
No ano de 1824, a casa foi ampliada por Francisco Manuel Trigoso de Aragão Morato, ministro de D. João VI. Este fez algumas remodelações no edifício, como também proporcionou água à quinta com a abertura de um poço e plantações de árvores de fruto. Posteriormente foi parcialmente usada como casa do levita e para serviços, visto que era próximo da Igreja. 
Em 1956, Eduardo Brasão, na altura embaixador de Portugal no Vaticano, comprou a parte de origem seiscentista da casa e contratou o arquiteto português António Lino para remodelações do espaço. Pouco tempo depois, em 1967, Eduardo Brasão compra uma residência confinante à quinta aos descendentes de Francisco Trigoso e junta os dois corpos ficando uma só casa, aspeto que até hoje ainda se mantém.
A Câmara Municipal de Loures adquiriu a Casa do Adro em 1979. Entre 1985 até 1998 foi o espaço compreendido para o Museu Municipal de Loures, que subsequentemente foi transferido para a Quinta do Conventinho, onde tem estado até agora.

## Arquitetura
A Casa do Adro é composta por três corpos com trinta dependências, de dois pisos dispostos em L, sendo o mais antigo a parte da habitação do século XVII, outro do século XVIII e o mais recente do século XIX. 

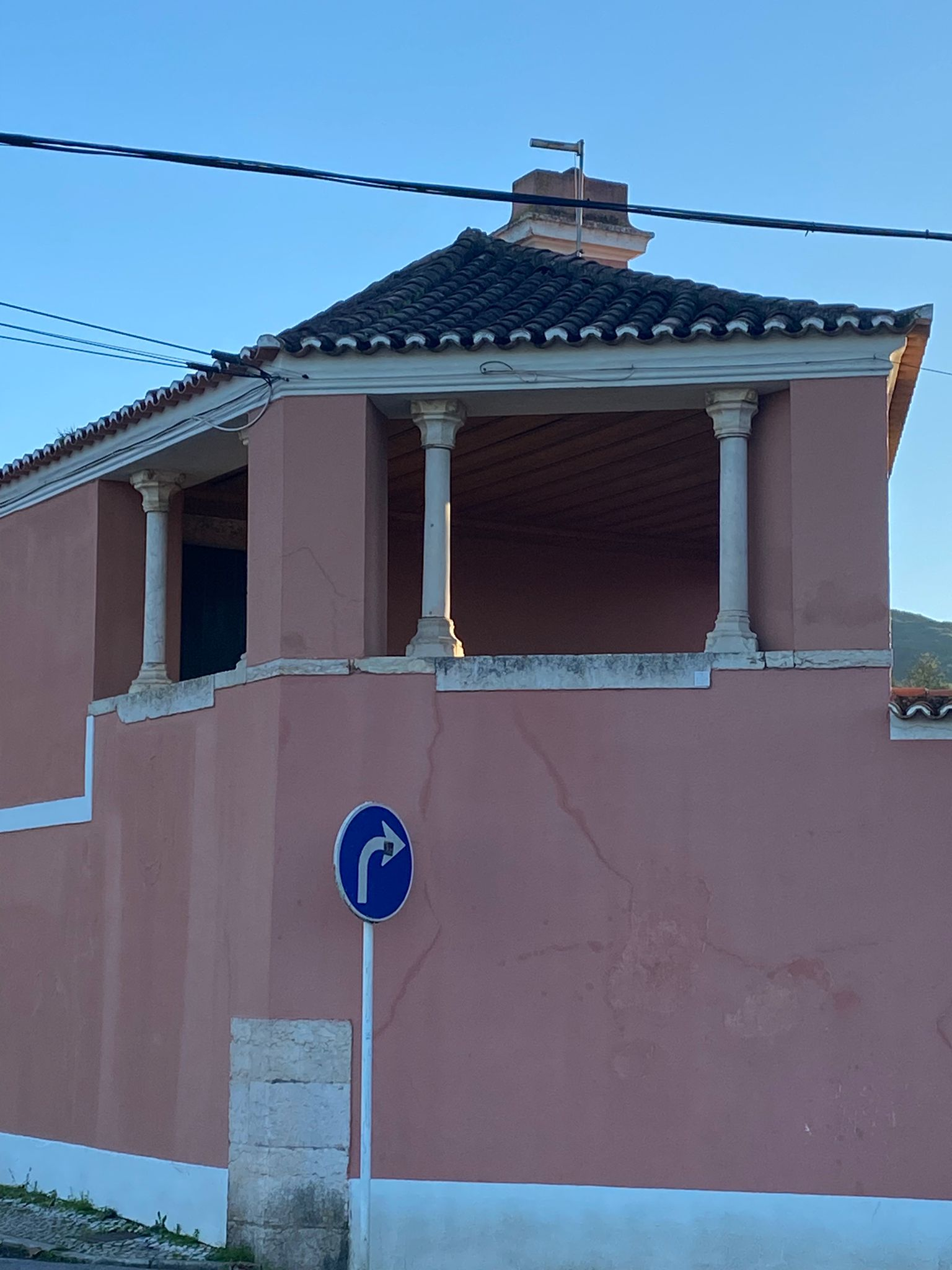
Colunas Manuelinas de mármore

Apresenta um pátio onde se encontra uma nora e um  alpendre com quatro colunas manuelinas de mármore, com figuras esculpidas, obra do século XVI .  As colunas que sustentam a cobertura do alpendre são do século XVII e provêm de outro edifício. 
O corpo seiscentista encontra-se no sentido Nordeste Sudeste. O corpo contém duas janelas de guilhotina, três janelas de sacada e grades em ferro forjado, tais como um portal encimado pelas armas da família de Eduardo Brasão. 
No século XIX foi edificado o segundo corpo da edificação, a sudeste do primeiro corpo, de planta quadrangular, em redor de um pátio central. A fachada principal está igualmente virada à Matriz, apresentando cinco janelas de guilhotina, tanto no piso térreo como no piso superior.
O terceiro e mais moderno corpo da residência, conhecido como “Casa do Caseiro”, situa-se no topo nordeste, é uma estrutura de menor dimensão, no que se apresenta apenas com janelas de guilhotina e três portas em pedra.